# Błonia (Siedlec)
Błonia – północno-zachodnia część wsi Siedlec w Polsce, położona  w województwie małopolskim, w powiecie krakowskim, w gminie Krzeszowice.
W latach 1975–1998 Błonia administracyjnie należały do województwa krakowskiego.
Położona na południowym krańcu Wyżyny Olkuskiej na Jurze Krakowsko-Częstochowskiej. Na północny zachód od Błoń rozciągają się Marmurowe Wzgórza z wzgórzami: Murowaniec, Piaskowa Góra, Łysa Góra. Od zachodu graniczy z północną częścią krzeszowickiego osiedla Żbik. Od północy z Parkiem Krajobrazowym Dolinki Krakowskie.